# 金山大道
金山大道是位于上海市的一条省级公路，被编为 223省道的一部分。该道路东起金山区亭卫公路接浦卫公路，西至浙江省嘉兴市。

## 主要交会道路（东向西）
- 亭卫南路/亭卫公路接浦卫公路
- 卫阳南路/海芙路
- 杭州湾大道（ 124省道）
- 卫零路/卫零北路
- 学府路
- 卫六路/新卫公路（往 新卫高速）
- 卫八路/金石南路